# Oksana Kaláshnikova
Oksana Kaláshnikova (en georgiano, ოქსანა კალაშნიკოვა) (Tbilisi, 5 de septiembre de 1990) es una jugadora de tenis profesional de Georgia. El 5 de julio de 2010, alcanzó su mayor ranking en sigles el cual fue 156. El 21 de marzo de 2016, llegó a su más alto ranking en dobles el cual fue 44. Es de origen ruso.
En 2013, ganó la Copa Kalashnikova Baku duplica torneo junto a Irina Buryachok. Después de eso, ella y Alicja Rosolska alcanzó los cuartos de final del Abierto de Canadá, un prestigioso torneo de maestros que sirve como calentamiento para el Abierto de los Estados Unidos.

## Títulos WTA (7; 0+7)

### Dobles (7)
| Leyenda                                |
| -------------------------------------- |
| Grand Slam (0)                         |
| Juegos Olímpicos (0)                   |
| WTA Finals (0)                         |
| P. Mandatory % Premier 5, WTA 1000 (0) |
| Premier, WTA 500 (0)                   |
| International, WTA 250 (7)             |

| N.º | Fecha                 | Torneos          | Superficie    | Pareja             | Oponentes en la final                | Resultado           |
| --- | --------------------- | ---------------- | ------------- | ------------------ | ------------------------------------ | ------------------- |
| 1.  | 28 de julio de 2013   | Bakú             | Dura          | Irina Buryachok    | Eleni Daniilidou Aleksandra Krunić   | 4-6, 7-6(3), [10-4] |
| 2.  | 19 de julio de 2015   | Bucarest         | Tierra batida | Demi Schuurs       | Andreea Mitu Patricia Maria Țig      | 6-2, 6-2            |
| 3.  | 11 de junio de 2016   | 's-Hertogenbosch | Hierba        | Yaroslava Shvédova | Xenia Knoll Aleksandra Krunić        | 6-1, 6-1            |
| 4.  | 26 de febrero de 2017 | Budapest         | Dura (i)      | Su-Wei Hsieh       | Arina Rodionova Galina Voskoboeva    | 6-3, 4-6, [10-4]    |
| 5.  | 17 de julio de 2022   | Budapest         | Tierra batida | Ekaterine Gorgodze | Katarzyna Piter Kimberley Zimmermann | 1-6, 6-4, [10-6]    |
| 6.  | 5 de agosto de 2023   | Praga            | Dura          | Nao Hibino         | Quinn Gleason Elixane Lechemia       | 6-7(7), 7-5, [10-3] |
| 7.  | 23 de mayo de 2025    | Marruecos        | Tierra batida | Maya Joint         | Angelica Moratelli Camilla Rosatello | 6-3, 7-5            |

#### Finalista (7)
| N.º | Fecha                    | Torneos     | Superficie    | Pareja                | Oponentes en la final               | Resultado        |
| --- | ------------------------ | ----------- | ------------- | --------------------- | ----------------------------------- | ---------------- |
| 1.  | 20 de julio de 2014      | Estambul    | Dura          | Paula Kania           | Misaki Doi Elina Svitólina          | 4-6, 0-6         |
| 2.  | 30 de septiembre de 2017 | Tashkent    | Dura          | Nao Hibino            | Tímea Babos Andrea Hlaváčková       | 5-7, 4-6         |
| 3.  | 4 de febrero de 2018     | Taipéi      | Dura (i)      | Nao Hibino            | Yingying Duan Yafan Wang            | 6-7(4), 6-7(5)   |
| 4.  | 3 de mayo de 2019        | Rabat       | Tierra batida | Georgina García Pérez | María José Martínez Sara Sorribes   | 5-7, 1-6         |
| 5.  | 8 de abril de 2023       | Bogotá      | Tierra batida | Katarzyna Piter       | Irina Khromacheva Iryna Shymanovich | 1-6, 6-3, [6-10] |
| 6.  | 15 de octubre de 2023    | Hong Kong   | Dura          | Aliaksandra Sasnovich | Qianhui Tang Tsao Chia-yi           | 5-7, 6-1, [9-11] |
| 7.  | 15 de septiembre de 2024 | Guadalajara | Dura          | Kamilla Rakhimova     | Anna Danilina Irina Khromacheva     | 6-2, 5-7, [7-10] |

## WTA 125s

### Dobles (3)
| N.º | Fecha                   | Torneos       | Superficie    | Compañera         | Oponentes                                | Resultado        |
| --- | ----------------------- | ------------- | ------------- | ----------------- | ---------------------------------------- | ---------------- |
| 1.  | 11 de noviembre de 2012 | Pune          | Dura          | Nina Bratchikova  | Nina Bratchikova Noppawan Lertcheewakarn | 6–0, 4–6, [10–8] |
| 2.  | 8 de septiembre de 2019 | New Haven     | Dura          | Anna Blinkova     | Jamie Loeb Usue Maitane Arconada         | 6-2 4-6 [10–4]   |
| 3.  | 14 de julio de 2024     | Contrexéville | Tierra batida | Iryna Shymanovich | Wu Fang-hsien Zhang Shuai                | 5-7, 6-3, [10-7] |

#### Finalista (8)
| N.º | Fecha                    | Torneos          | Superficie    | Pareja                | Oponentes                            | Resultado        |
| --- | ------------------------ | ---------------- | ------------- | --------------------- | ------------------------------------ | ---------------- |
| 1.  | 27 de septiembre de 2013 | Ningbo           | Dura          | Irina Buryachok       | Chan Yung-jan Zhang Shuai            | 2-6, 1-6         |
| 2.  | 15 de noviembre de 2015  | Limoges          | Dura          | Margarita Gasparyan   | Barbora Krejčiková Mandy Minella     | 6-1, 5-7, [6-10] |
| 3.  | 27 de noviembre de 2015  | Carlsbad Classic | Dura          | Tatjana Maria         | Gabriela Cé Verónica Cepede Royg     | 6–1, 4–6, [8–10] |
| 2.  | 23 de diciembre de 2019  | Limoges          | Dura (i)      | Ekaterina Alexandrova | Sara Sorribes Georgina García Pérez  | 2-6 6-7          |
| 5.  | 19 de junio de 2022      | Gaiba            | Césped        | Vitalia Diatchenko    | Madison Brengle Claire Liu           | 4-6, 3-6         |
| 6.  | 23 de octubre de 2022    | Ruan             | Dura (i)      | Misaki Doi            | Natela Dzalamidze Kamilla Rakhimova  | 2-6, 5-7         |
| 7.  | 2 de abril de 2023       | San Luis Potosí  | Tierra batida | Katarzyna Piter       | Aliona Bolsova Andrea Gámiz          | 6-7(5), 4-6      |
| 8.  | 8 de junio de 2024       | Makarska         | Tierra batida | Nao Hibino            | Sabrina Santamaria Iryna Shymanovich | 4-6, 6-3, [6-10] |